# Dave Chappelle’s Block Party
Dave Chappelle’s Block Party – film dokumentalny powstały w czasie organizacji przez amerykańskiego aktora i komika Dave’a Chappelle imprezy krawężnikowej (ang. block party) w Brooklynie, dzielnicy Nowego Jorku. Koncert będący centralną częścią imprezy miał miejsce 18 września 2004 na rogu brooklyńskich ulic Quincy i Downing.
Film dokumentuje przygotowania koncertu, w czasie których Chappelle rozdawał bilety spotykanym często na ulicy mieszkańcom Brooklynu oraz szukał odpowiedniego miejsca, jak również sam koncert. W imprezie udział wzięło wielu znanych artystów hip-hopowych i soulowych, m.in. Kanye West, Erykah Badu, Mos Def i Talib Kweli czy The Roots.

## Występujący artyści
- Dave Chappelle
- The Roots
- Talib Kweli i Mos Def
- Fugees
- Jill Scott
- dead prez
- Kanye West
- John Legend
- Erykah Badu
- Common
- Big Daddy Kane
- Kool G Rap
- Bilal
- Cody Chesnutt
- Central State University Marching Band

## Soundtrack
W marcu 2006, krótko po premierze kinowej filmu, nakładem Geffen Records ukazała się ścieżka dźwiękowa filmu. Ze względu na ograniczenia związane z umowami poszczególnych artystów z wytwórniami, nie wszystkie utwory z koncertu mogły się znaleźć na płycie – zabrakło m.in. wystąpień Kanye Westa i The Fugees. „Born and Raised” to jedyny utwór studyjny, nagrany specjalnie na okazję wydania soundtracku.
| 1.  | dead prez – „Hip Hop”                             | 5:00    |
|     |                                                   |         |
| 2.  | Black Star – „Definition”                         | 3:43    |
|     |                                                   |         |
| 3.  | Jill Scott – „Golden”                             | 5:21    |
|     |                                                   |         |
| 4.  | Mos Def – „Universal Magnetic”                    | 2:49    |
|     |                                                   |         |
| 5.  | Talib Kweli, Erykah Badu – „The Blast”            | 3:44    |
|     |                                                   |         |
| 6.  | Common, Erykah Badu, Bilal – „The Light”          | 7:02    |
|     |                                                   |         |
| 7.  | The Roots, Big Daddy Kane, Kool G Rap – „Boom!”   | 3:18    |
|     |                                                   |         |
| 8.  | Erykah Badu – „Back in the Day”                   | 4:06    |
|     |                                                   |         |
| 9.  | Jill Scott – „The Way”                            | 7:14    |
|     |                                                   |         |
| 10. | Mos Def – „Umi Says”                              | 9:16    |
|     |                                                   |         |
| 11. | The Roots, Erykah Badu, Jill Scott – „You Got Me” | 9:57    |
|     |                                                   |         |
| 12. | Black Star – „Born and Raised”                    | 5:54    |
|     |                                                   |         |
|     |                                                   | 1:07:24 |
|     |                                                   |         |